# エヌアンドエスプロモーション
有限会社エヌアンドエスプロモーション（英文社名；N&S PROMOTION INC.）は、東京都江東区に存在した日本の芸能プロダクション、モデルエージェンシー。

## 沿革
- 2007年4月 - 東京都目黒区上目黒1-16-8 クリスタルビル6Fに設立。
- 2008年6月 - 事務所を東京都江東区東雲1-9-41 アップルタワー東京キャナルコート2406に移転。
- 2012年6月 - 事務所ウェブサイトが2010年2月から更新されていなかったが、2年4ヶ月ぶりに再開。

## 概要
社名のN&Sは「New media & Special entertainment」の略。所属タレントの庄司ゆうこによると、株式会社サンズエンタテインメントの会長である野田義治の「N」と佐高慶社長の「S」で、N&Sの意味合いもあると発言している。

## かつて所属していたタレント
- 伊藤あい[3]
- 大久保麻梨子[4]
- 川村ひかる[5]
- 桜井まり　別名：吉永まり）
- 瀬戸早妃[6]
- 滝ありさ[7]
- 橘麗美[8]（別名：レイミ[9]、立花麗美）
- 庄司ゆうこ[10]
- 浅居円[11]
- 鷹羽澪[12]
- 織井遙菜
- 大田香奈美
- 夏美えりか
- 山岡良美
- 吉田ももこ
- 南まりか[13]
- 今泉麗香[14]
- 山田れいか
- 元気君
- AYUMO
- 山下紗和
- 木本絵美
- 夕川真弥
- 里見茜[15]
- 長谷川もえ
- 繭
- 西岡葉月
- 高嶋香帆

## 関連会社
- ミューズコミュニケーション
- サンズエンタテインメント